# Kaliumwaterstofftalaat
Kaliumwaterstofftalaat, vaak afgekort tot KHFt, is een witte tot kleurloze kristallijne vaste stof. Het zout kan als het monokaliumzout van ftaalzuur worden beschreven. Het tweede zure waterstofatoom is zwak zuur. Kaliumwaterstofftalaat is makkelijk in zeer zuivere vorm te verkrijgen en te houden. Daarom wordt de stof veel als oertiterstof in de acidimetrie gebruikt. Daarnaast wordt, omdat de pH van een oplossing van kaliumwaterstofftalaat zeer stabiel is, de stof ook gebruikt in de calibratie van pH-meters.
In water dissocieert KHFt volledig in K+ en waterstofftalaat-ionen (HFt−).
Als zwak zuur reageert HFt− reversibel met water waarbij (H3O+) en ftalaationen gevormd worden:
{\displaystyle {\ce {HFt- + H2O -> Ft^2- + H3O+}}}
Het waterstofftalaation is echter ook een zwakke base, die met water kan reageren onder vorming van OH− en ftaalzuur, H2Ft:
{\displaystyle {\ce {HFt- +H2O -> H2Ft + OH-}}}
Beide reacties zijn evenwichtsreacties, wat er toe leidt dat de pH van een oplossing van KHFt geschreven kan worden als:
{\displaystyle \mathrm {pH={\frac {pK_{z1}\ +\ pK_{z2}}{2}}\ =\ {\frac {2,89+5,51}{2}}\ =\ 4,20} }
KHFt wordt als uitgangsstof voor buffers gebruikt, dit in combinatie met HCl of NaOH, afhankelijk van de zijde van pH=4.0 die men wil bereiken met de buffer.